# Szymon Walków
Szymon Walków (Wrocław, 22 september 1995) is een Pools tennisser.

## Carrière
Walków werd proftennisser in 2013 maar moest wachten tot in 2019 toen hij samen met Mateusz Kowalczyk zijn eerste challenger won. De volgende jaren won hij nog vele challengers. In 2021 verloor hij aan de zijde van Jan Zieliński de ATP Gstaad tegen het Zwitserse duo Marc-Andrea Hüsler en Dominic Stricker. In 2021 nam hij ook deel aan zijn eerste Grand Slam met als beste resultaat een tweede ronde op de US Open. In 2022 was zijn beste resultaat een tweede ronde op Wimbledon. In 2023 zakte Walków weer weg uit de ranking, aan het einde van het jaar was hij nog maar 186e op de wereldranking in het dubbelspel. Ook in 2024 won hij geen challenger toernooien.
Terugkerende partners zijn Karol Drzewiecki, Jan Zieliński, Mircea-Alexandru Jecan en Kacper Żuk.

## Palmares
| Legenda                       | Legenda               |
| ----------------------------- | --------------------- |
| Grand Slam                    |                       |
| Olympische Spelen             |                       |
| tot 2009                      | vanaf 2009            |
| Tennis Masters Cup            | ATP Finals            |
| ATP Masters Series            | ATP Tour Masters 1000 |
| ATP International Series Gold | ATP Tour 500          |
| ATP International Series      | ATP Tour 250          |

### Dubbelspel
| Nr.                              | Datum            | Toernooi     | Ondergrond | Partner                  | Tegenstander in finale              | Score            | Details |
| -------------------------------- | ---------------- | ------------ | ---------- | ------------------------ | ----------------------------------- | ---------------- | ------- |
| gewonnen finales herendubbelspel |                  |              |            |                          |                                     |                  |         |
| verloren finales herendubbelspel |                  |              |            |                          |                                     |                  |         |
| 1.                               | 25 juli 2021     | ATP Gstaad   | Gravel     | Jan Zieliński            | Marc-Andrea Hüsler Dominic Stricker | 1-6, 6-7         | details |
| gewonnen challengers             |                  |              |            |                          |                                     |                  |         |
| 1.                               | 10 juni 2018     | Poznań       | Gravel     | Mateusz Kowalczyk        | Attila Balazs Andrea Vavassori      | 7-5, 6-7, [10-8] |         |
| 2.                               | 5 augustus 2018  | Sopot        | Gravel     | Mateusz Kowalczyk        | Ruben Gonzales Nathaniel Lammons    | 7-6, 6-3         |         |
| 3.                               | 25 november 2018 | Andria       | Hardcourt  | Karol Drzewiecki         | Marc-Andrea Hüsler David Pel        | 7-6, 2-6, [11-9] |         |
| 4.                               | 4 oktober 2020   | Biella       | Gravel     | Harri Heliövaara         | Lloyd Glasspool Alex Lawson         | 7-5, 6-3         |         |
| 5.                               | 11 oktober 2020  | Barcelona    | Gravel     | Tristan-Samuel Weissborn | Harri Heliövaara Alex Lawson        | 6-1, 4-6, [10-8] |         |
| 6.                               | 18 april 2021    | Split        | Gravel     | Jan Zieliński            | Grégoire Barrère Albano Olivetti    | 6-2, 7-5         |         |
| 7.                               | 11 juli 2021     | Braunschweig | Gravel     | Jan Zieliński            | Ivan Sabanov Matej Sabanov          | 6-4, 4-6, [10-8] |         |
| 8.                               | 15 augustus 2021 | Meerbusch    | Gravel     | Jan Zieliński            | Dustin Brown Robin Haase            | 6-3, 6-1         |         |
| 9.                               | 24 april 2022    | Praag        | Gravel     | Francisco Cabral         | Tristan Lamasine Lucas Pouille      | 6-2, 7-6         |         |
| 10.                              | 5 juni 2022      | Poznań       | Gravel     | Hunter Reese             | Marek Gengel Adam Pavlásek          | 1-6, 6-3, [10-6] |         |
| 11.                              | 14 augustus 2022 | Meerbusch    | Gravel     | David Pel                | Neil Oberleitner Philipp Oswald     | 7-5, 6-1         |         |

## Resultaten grote toernooien
| Legenda | Legenda                          |
| ------- | -------------------------------- |
| g.t.    | geen toernooi gehouden           |
| l.c.    | lagere categorie                 |
| –       | niet deelgenomen                 |
| G       | uitgeschakeld in de groepsfase   |
| 1R      | uitgeschakeld in de eerste ronde |
| 2R      | uitgeschakeld in de tweede ronde |
| 3R      | uitgeschakeld in de derde ronde  |
| 4R      | uitgeschakeld in de vierde ronde |
| KF      | uitgeschakeld in de kwartfinale  |
| HF      | uitgeschakeld in de halve finale |
| F       | de finale verloren               |
| W       | het toernooi gewonnen            |
| w-v     | winst/verlies-balans             |

### Dubbelspel
| toernooi            | 2021 | 2022 |
| ------------------- | ---- | ---- |
| Grandslamtoernooien |      |      |
| Australian Open     | –    | –    |
| Roland Garros       | 1R   | 1R   |
| Wimbledon           | –    | 2R   |
| US Open             | 2R   | –    |
| Statistieken        |      |      |
| titels per jaar     | 0    | 0    |
| eindejaarsranking   | 114  |      |